# Нуайме Михайло
Михайло Нуайме (нар. 17 жовтня/22 листопада 1889, Баскінта, Ліван — 1 березня 1988, Баскінта) — арабський письменник і критик.

## Біографія
Отримав освіту у Російському учительському інституті (Назарет) і у Полтавській духовній семінарії (1906 — 1911).
Переїхав до Вашингтона. У 1916 закінчив факультет мистецтв і права Вашингтонського університету. Входив до складу «Асоціації пера» (Нью-Йорк), заснованої у 1920 році арабами-емігрантами.
З 1932 року жив у Лівані. Помер від запалення легень 1 березня 1988 р.

## Творчий доробок
Михайло Нуайме почав писати у Вашингтоні, з 1919 року. Він написав 99 книг, включаючи драму, статті, поеми, критичні статті, оповідання тощо. Серед творів найвідомішими є драма «Батьки і діти» (1918), збірка  статей «Сито» (1929), монографія про Халіла Ґібрана (Khalil Gibran) (1934), а також збірка новел «Було — не було» (1937), автобіографічна трилогія «70 років» (1960).
Відомий його переклад арабською мовою вірша «Заповіт» Т. Г. Шевченка (1910), який зберігається у Каневі у музеї Тараса Шевченка. Про Кобзаря він згадував у книжці «Далеко від Москви й від Вашингтона», у доповіді про життя та творчість Тараса Шевченка, текст якої було опубліковано у виданні «В новому решеті» (Бейрут, 1972).

## Вшанування
У Полтаві 2011 року поставлено пам'ятник видатному ліванцю. Саме тут у духовній семінарії з 1906 по 1911 рік навчався майбутній майстер слова.